# 2012년 아시안컵 야구 대회
제10회 아시안컵 야구 대회(10th Asian Baseball Cup)는 제26회 아시아 야구 선수권 대회(2012 Asian Baseball Championship)의 예선 대회로 동부지역과 서부지역으로 나뉘어서 열렸고 각각 두 지역의 우승팀이 아시아 야구 선수권 대회 본선 출전권을 획득 했다.
서부지역 아시안컵은 2012년 3월 23일부터 28일까지 파키스탄 라호르(펀자브 주)에서 개최되었고 동부지역 아시안컵은 태국 방콕(빠툼타니 주)에서 2012년 9월 19일부터 23일까지 개최되었다.
각각 풀리그로 우승을 가렸고 각 지역 우승팀인 파키스탄과 필리핀이 제26회 아시아 야구 선수권 대회 본선진출 자격을 얻었다.

## 참가국
서아시아 지역
- 파키스탄（개최국）
- 스리랑카
- 이란
- 아프가니스탄
  -  인도 - 비자발급 문제로 기권

동아시아 지역
- 태국（개최국）
- 필리핀
- 홍콩
- 싱가포르
- 미얀마

## 경기결과

### 서아시안컵 대회
| 국가         | 승 | 패 | 승률  | 득점 | 실점 |
| ------------ | -- | -- | ----- | ---- | ---- |
| 파키스탄     | 3  | 0  | 1.000 | 33   | 1    |
| 스리랑카     | 2  | 1  | .667  | 30   | 5    |
| 이란         | 1  | 2  | .333  | 14   | 26   |
| 아프가니스탄 | 0  | 3  | .000  | 1    | 46   |

| 2012년 3월 23일 | 파키스탄 | 11 - 0 | 이란         | (7회) | 파키스탄 라호르 펀자브 경기장 |
| 2012년 3월 24일 | 파키스탄 | 18 - 0 | 아프가니스탄 | (5회) | 파키스탄 라호르 펀자브 경기장 |
| 2012년 3월 25일 | 스리랑카 | 15 - 0 | 이란         | (5회) | 파키스탄 라호르 펀자브 경기장 |
| 2012년 3월 26일 | 스리랑카 | 14 - 1 | 아프가니스탄 | (6회) | 파키스탄 라호르 펀자브 경기장 |
| 2012년 3월 27일 | 이란     | 14 - 0 | 아프가니스탄 | (6회) | 파키스탄 라호르 펀자브 경기장 |
| 2012년 3월 28일 | 파키스탄 | 4 - 1  | 스리랑카     |       | 파키스탄 라호르 펀자브 경기장 |

### 동아시안컵 대회
| 국가     | 승 | 패 | 승률  | 득점 | 실점 |
| -------- | -- | -- | ----- | ---- | ---- |
| 필리핀   | 4  | 0  | 1.000 | 34   | 2    |
| 태국     | 3  | 1  | .750  | 42   | 4    |
| 홍콩     | 2  | 2  | .500  | 27   | 5    |
| 싱가포르 | 1  | 3  | .250  | 4    | 56   |
| 미얀마   | 0  | 4  | .000  | 3    | 43   |

| 2012년 9월 19일 | 싱가포르 | 4 - 3  | 미얀마   |        | 타이 빠툼타니 퀸 시리낏 스포츠센터 야구장 |
| 2012년 9월 19일 | 태국     | 2 - 1  | 홍콩     | (10회) | 타이 빠툼타니 퀸 시리낏 스포츠센터 야구장 |
| 2012년 9월 20일 | 필리핀   | 15 - 0 | 싱가포르 | (6회)  | 타이 빠툼타니 퀸 시리낏 스포츠센터 야구장 |
| 2012년 9월 20일 | 태국     | 16 - 0 | 미얀마   | (5회)  | 타이 빠툼타니 퀸 시리낏 스포츠센터 야구장 |
| 2012년 9월 21일 | 홍콩     | 15 - 0 | 싱가포르 | (5회)  | 타이 빠툼타니 퀸 시리낏 스포츠센터 야구장 |
| 2012년 9월 21일 | 필리핀   | 13 - 0 | 미얀마   | (7회)  | 타이 빠툼타니 퀸 시리낏 스포츠센터 야구장 |
| 2012년 9월 22일 | 태국     | 23 - 0 | 싱가포르 | (7회)  | 타이 빠툼타니 퀸 시리낏 스포츠센터 야구장 |
| 2012년 9월 22일 | 필리핀]  | 3 - 1  | 홍콩     |        | 타이 빠툼타니 퀸 시리낏 스포츠센터 야구장 |
| 2012년 9월 23일 | 홍콩     | 10 - 0 | 미얀마   | (7회)  | 타이 빠툼타니 퀸 시리낏 스포츠센터 야구장 |
| 2012년 9월 23일 | 필리핀]  | 3 - 1  | 태국     |        | 타이 빠툼타니 퀸 시리낏 스포츠센터 야구장 |